# Wilburton
Wilburton – wieś w Anglii, w hrabstwie Cambridgeshire, w dystrykcie East Cambridgeshire. Leży 17 km na północ od miasta Cambridge i 96 km na północ od Londynu. W 2001 miejscowość liczyła 1231 mieszkańców.